# Misantropen
 Misantropen és un telefilm danès d'Ingmar Bergman estrenat el 10 de maig de 1974 a la televisió.

## Repartiment
- Hanne Borchsenius: Éliante
- Benny Hansen: Dubois
- Holger Juul Hansen: Philinte
- Paul Hüttel: Basc
- Henning Moritzen: Alceste
- Erik Mørk: Acaste
- Ghita Nørby: Célimène
- Lise Ringheim: Arsinoë
- Ebbe Rode: Oronte
- Peter Steen: Clitandre
- Olaf Ussing: Un missatger